# Short track ai XXII Giochi olimpici invernali - 3000 m staffetta femminile
Il concorso della staffetta 3000 metri femminile dei XXII Giochi olimpici invernali di Soči si è disputato il 18 febbraio 2014.
Detentrice del titolo era la nazionale cinese, che aveva vinto nella precedente edizione di Vancouver 2010 (in Canada), con le seguenti atlete: Sun Linlin, Wang Meng, Zhang Hui e Zhou Yang, precedendo la nazionale canadese (medaglia d'argento) e quella nazionale statunitense (medaglia di bronzo).
Campionesse olimpiche si sono laureate le atlete della nazionale coreana, che ha preceduto la nazionale canadese, medaglia d'argento, e la nazionale italiana, medaglia di bronzo.

## Risultati

### Semifinali

#### Semifinale 1
| Pos. | Nazione       | Atleti                                                              | Tempo    | Note |
| ---- | ------------- | ------------------------------------------------------------------- | -------- | ---- |
| 1    | Corea del Sud | Shim Suk-hee Park Seung-hi Kong Sang-jeong Cho Ha-ri                | 4:08.052 | QA   |
| 2    | Canada        | Marie-Ève Drolet Jessica Hewitt Valérie Maltais Marianne St-Gelais  | 4:08.871 | QA   |
| 3    | Russia        | Olga Belyakova Tatiana Borodulina Sofia Prosvirnova Valeriya Reznik | 4:13.938 | QB   |
| 4    | Ungheria      | Rózsa Darázs Bernadett Heidum Andrea Keszler Szandra Lajtos         | 4:15.473 | QB   |

#### Semifinale 2
| Pos. | Nazione     | Atleti                                                              | Tempo    | Note |
| ---- | ----------- | ------------------------------------------------------------------- | -------- | ---- |
| 1    | Cina        | Fan Kexin Li Jianrou Liu Qiuhong Zhou Yang                          | 4:09.555 | QA   |
| 2    | Italia      | Arianna Fontana Lucia Peretti Martina Valcepina Elena Viviani       | 4:11.282 | QA   |
| 3    | Giappone    | Ayuko Ito Yui Sakai Biba Sakurai Sayuri Shimizu                     | 4:11.913 | QB   |
| -    | Paesi Bassi | Jorien ter Mors Sanne van Kerkhof Yara van Kerkhof Lara van Ruijven | PEN      |      |

### Finali

#### Finale B
| Pos. | Nazione  | Atleti                                                              | Tempo    | Note |
| ---- | -------- | ------------------------------------------------------------------- | -------- | ---- |
| 4    | Russia   | Olga Belyakova Tatiana Borodulina Sofia Prosvirnova Valeriya Reznik | 4:14.862 |      |
| 5    | Giappone | Ayuko Ito Yui Sakai Biba Sakurai Sayuri Shimizu                     | 4:15.253 |      |
| 6    | Ungheria | Rózsa Darázs Bernadett Heidum Andrea Keszler Szandra Lajtos         | 4:24.496 |      |

#### Finale A
| Pos. | Nazione       | Atleti                                                             | Tempo    | Note |
| ---- | ------------- | ------------------------------------------------------------------ | -------- | ---- |
|      | Corea del Sud | Shim Suk-hee Park Seung-hi Kim A-lang Cho Ha-ri                    | 4:09.498 |      |
|      | Canada        | Marie-Ève Drolet Jessica Hewitt Valérie Maltais Marianne St-Gelais | 4:10.641 |      |
|      | Italia        | Arianna Fontana Lucia Peretti Martina Valcepina Elena Viviani      | 4:14.014 |      |
| PEN  | Cina          | Fan Kexin Li Jianrou Liu Qiuhong Zhou Yang                         | -        | PEN  |

Data: Martedì 18 febbraio 2014

Ora locale: 13:30

Sito:

Legenda:
- QA = qualificate Finale A
- QB = qualificate Finale B
- PEN = squalificate
- Pos. = posizione